# Le Meilleur des mondes (revue)

Le Meilleur des mondes est une revue atlantiste d'opinion trimestrielle sur l'actualité politique internationale ayant paru de 2006 à 2008.
Créée par un groupe d'intellectuels, de journalistes, de philosophes et d'historiens français, la revue est un organe de presse du Cercle de l'Oratoire fondé en 2001 à Paris. Elle représente un néo-conservatisme français. Cette revue est éditée par les éditions Denoël et dirigée par le journaliste Michel Taubmann. Son neuvième et dernier numéro paraît à l'automne 2008.

## Les origines de la revue
Le noyau dur de ce groupe d'intellectuels s'est constitué après le choc provoqué par les attentats du 11 septembre 2001. Autour de Michel Taubmann, responsable alors d'Arte-Info, à Paris, et de son épouse Florence, pasteur du temple de l'Oratoire du Louvre, des réunions puis des conférences publiques ont été organisées dans l'une des salles dépendant du temple. Le groupe s'est dès lors, peu à peu, nommé le Cercle de l'Oratoire.
Le journaliste Éric Aeschimann présente ses créateurs comme « un groupe informel d'intellectuels et de journalistes, issus pour la plupart de la gauche ou de l'extrême gauche, mais partis en guerre contre l'antiaméricanisme. » D'après Éric Aeschimann, la revue Le Meilleur des mondes « est née du rapprochement du Cercle de l'Oratoire avec un petit noyau composé d'Olivier Rolin, Marc Weitzmann, Romain Goupil et Olivier Rubinstein. » Éric Aeschimann décrit les « oratoriens » comme proches des néoconservateurs américains. Certains refusent cette étiquette, comme Anne Norton, qui publie un article critique sur le sujet dans le premier numéro « Leo Strauss et les néoconservateurs, le conservatisme abandonné ». D'autres défendent le néo-conservatisme, à l'instar de Bruno Tertrais : « Les néoconservateurs américains ont été injustement critiqués et je partage certaines de leurs analyses. D'ailleurs, certains sont adhérents du Parti démocrate. »

## Ligne éditoriale
Selon Jean Birnbaum, sa ligne éditoriale est marquée par « une doctrine globalement proaméricaine », « la critique de l'anti-américanisme » et « l'héritage du mouvement dit "antitotalitaire" ».
Pour Gaël Brustier, il s'agit de la « seule véritable revue authentiquement néoconservatrice en France »,.
La revue récuse ces appellations. « La ligne directrice, indique son rédacteur en chef, c’est l’antitotalitarisme, car nous pensons que la question est toujours d’actualité. Certains pensent que le totalitarisme s’est arrêté avec la chute du Mur de Berlin, ils n’imaginent pas que l’islamisme radical représente un vrai danger. Il n’y a jamais eu autant de propagande anti-juive. Nous sommes entrés dans une période de chaos et la démocratie doit être défendue. »

## Positionnements
Le groupe multiplie les interventions publiques, notamment pour soutenir le droit d'ingérence et la légitimité de diverses interventions militaires occidentales après l'attaque du 11 septembre 2001.

### Soutien à l'intervention militaire en Afghanistan
Le cercle lance une première pétition en faveur de l'intervention des troupes anglo-américaines dans la guerre d'Afghanistan. Elle prend la forme d'une tribune publiée dans le journal Le Monde le 8 novembre 2001:
«Cette guerre est la nôtre
Depuis le début des frappes se développe un climat de dénigrement systématique à l'égard de la riposte américano-britannique. Ce dénigrement est alimenté par l'absence de résultats spectaculaires de cette campagne militaire.
Effectivement, les alliés ne semblent pas en mesure d'atteindre rapidement leurs deux premiers objectifs : la mise hors d'état de nuire de Ben Laden et le renversement des talibans. Nous ne nous en réjouissons pas. Nous pensons au contraire que face aux difficultés d'aujourd'hui et peut-être aux échecs de demain, il faut développer en France comme dans les autres pays un mouvement de soutien aux soldats qui défendent nos libertés et notre sécurité.
Cette guerre est légitime car il s'agit pour les États-Unis d'un acte d'autodéfense à la suite d'une agression sur leur propre sol qui a coûté la vie à des milliers d'innocents de toutes religions et de toutes nationalités. [...]
Entre les démocraties et le terrorisme, on ne doit pas rester neutre contrairement à ce que prétendent un certain nombre d'intellectuels proches du PCF et de la Ligue communiste révolutionnaire dans un récent appel intitulé " Cette guerre n'est pas la nôtre " (Le Monde daté 21-22 octobre) ou encore le philosophe gauchiste Toni Negri qui, interviewé récemment dans ces colonnes (4 octobre), refuse de choisir entre " les talibans du dollar et les talibans du pétrole ".
Ce raisonnement, dominant à l'extrême gauche, s'inscrit dans la filiation du défaitisme révolutionnaire prôné par les communistes qui, en 1940, à l'abri du pacte Hitler-Staline, renvoyaient dos à dos les " impérialismes allemand et anglais ", le nazisme et la démocratie. Cette fausse symétrie est toujours aussi absurde. En effet, Bush et Blair sont les dirigeants élus de deux des plus anciennes démocraties. Leurs deux pays ont en commun un attachement indéfectible à la liberté. Aucun d'eux ne fut contaminé par la lèpre totalitaire, rouge ou brune, qui accéléra au XXe siècle la décadence du continent européen. Ben Laden, lui, est l'incarnation d'un nouveau totalitarisme opposé au monde occidental non par souci de la justice sociale mais par haine de la démocratie.[...]
Pour cela, il faut souhaiter la victoire des Américains et des Britanniques. Notre victoire. Car cette guerre est la nôtre. »
Cette tribune est signée par Susanna Dörhage, journaliste; Hans Joachim Kruse, journaliste; Michel Taubmann, journaliste; Stéphane Courtois, historien; Denis Lefebvre, historien; Jean-Louis Panné, historien; Pierre Rigoulot, historien; Ilios Yannakakis, historien; gérard Grunberg, politologue; Pascal Perrineau, politologue; Claudie Broyelle, écrivain; et Jacques Broyelle, écrivain.

### Soutien à l'intervention militaire d'Irak
Le cercle publie une première pétition contre la manifestation mondiale contre la guerre d'Irak du 15 février 2003 dans le journal Le Figaro. Dans la première phrase du texte, il est fait allusion aux accords de Munich.
«Nous ne manifesterons pas ce samedi !
Parce que l'histoire nous a appris que crier « Vive la paix » n'est pas nécessairement le meilleur moyen de faire reculer les agressions et les dictatures ;
Parce que nous nous sentons solidaires des populations d'Irak soumises à une dictature sanguinaire ;
Parce que nous n'avons aucune confiance dans la parole de Saddam Hussein assurant n'avoir ni armes de destruction massive ni liens avec les terroristes ;
Parce que nous croyons qu'un nouvel Irak plus démocratique changera positivement la donne économique et politique dans un monde moyen-oriental qui s'enfonce dans la misère et l'amertume ; [...]
Parce que ce défilé n'empêchera pas la guerre, nous ne manifesterons pas ce samedi 15 février. »
La tribune est signée par: Stéphane Baumont, juriste; Claire Brière-Blanchet, journaliste; Arthur Kriegel, médecin; Stephen Launay, politologue; Denis Lefebvre, journaliste; Pierre Lorrain, politologue; Marc Ozouf, correcteur; Jean-Louis Panné, historien; Robert Pépin, traducteur; Jean-Michel Perraut, pasteur; Robert Redeker, philosophe; Jacques Rigoulot, médecin; Pierre Rigoulot, historien; André Sénik, philosophe; Pierre-André Taguieff, chercheur; Florence Taubmann, pasteur; Michel Taubmann, journaliste; Guy Tissier, ingénieur; Shmuel Trigano, philosophe; Ilios Yannakakis, historien.
Le 14 avril 2003, trois des principaux collaborateurs de la revue, Pascal Bruckner, André Glucksmann et Romain Goupil, expriment dans une tribune du Monde leur « joie de voir le peuple irakien en liesse fêter sa libération et... ses libérateurs ! » et déplorent qu'en France « l'opposition à la guerre [ait] dégénéré en opposition systématique à Washington ».
Alors que la décision des États-Unis de déclarer la guerre à l'Irak est vivement contestée à travers le monde, le groupe publie une nouvelle tribune de soutien à la politique étrangère des États-Unis. Cette tribune soutient la coalition militaire dans son intervention contre Saddam Hussein:
« Avec Washington et Londres, pour le peuple irakien.
Des soldats américains et britanniques ont engagé le combat contre la tyrannie de Bagdad. Ils sont soutenus par les gouvernements de plusieurs démocraties, telles l'Espagne, l'Australie, la Pologne, la République tchèque et le Danemark. Nous regrettons que la crise irakienne n'ait pas trouvé de solution dans le cadre de l'Organisation des Nations unies.
Mais depuis le matin du 21 mars nous sommes entrés dans une autre phase, celle d'une guerre opposant les deux plus anciennes démocraties du monde, Royaume-Uni et États-Unis, à la tyrannie sanglante de Saddam Hussein. Dans cette situation, nous ne pouvons accepter les discours qui renvoient dos à dos George W. Bush et Saddam Hussein. Les pacifistes doivent admettre qu'à partir du déclenchement des hostilités leur combat a changé de nature. En demandant le "cessez-le-feu immédiat" ou "le retrait des troupes américaines d'Irak" avant la défaite de Saddam Hussein, ils ne servent pas la paix, mais le maintien au pouvoir du dictateur de Bagdad.
Pour notre part, nous choisissons le camp du peuple irakien. Sa liberté dépend désormais de la victoire des armées anglo-américaines et de la coalition qui les soutient. Nous n'accordons pas pour autant un blanc-seing à l'Administration Bush et souhaitons pour l'après-guerre que le sort de l'Irak soit remis dès que possible entre les mains de ses habitants dans le cadre d'un État fédéral. La liberté et la démocratie ne doivent pas être un luxe réservé aux pays occidentaux. Le peuple d'Irak y a droit lui aussi, comme tous les autres peuples de la région. Nous sommes à ses côtés dans l'attente d'une capitulation sans conditions de la dictature qui l'opprime depuis plus de trente ans. »
La tribune est signée notamment par Jean-Marie Allafort, journaliste ; Cendrine Barruyer, journaliste ; Wolf Biermann, chanteur (Allemagne) ; Vladimir Boukovski, écrivain (Russie) ; Claire Brière-Blanchet, journaliste ; Claudie Broyelle, écrivain ; Jacques Broyelle, écrivain ; Pascal Bruckner, écrivain ; Christian Chomienne, magistrat ; Stéphane Courtois, historien ; Vitor Cunha, journaliste (Portugal) ; Chantal Delsol, philosophe ; Susanna Dörhage, journaliste ; Esther Gerber, réalisatrice ; Gérard Grunberg, politologue ; François Guillaumat, économiste ; Nancy Heikin, scénariste ; Felix-José Hernandez, historien ; Roland Jaccard, philosophe ; Jean-François Kesler, universitaire ; Annie Khayat, avocate ; Joel Kotek, historien (Belgique) ; Arthur Kriegel, médecin ; François Lafon, historien ; Max Lagarrigue, historien ; Vincent Laloy, chercheur ; Stephen Launay, politologue ; Michel Laval, avocat ; Denis Lefebvre, journaliste ; Pierre Lorrain, historien ; James Macmanus, journaliste ; Sylvia Manzoni, journaliste ; Violaine de Marsangy, journaliste ; Jean-François Mattéi, philosophe ; Anne-Élisabeth Moutet, journaliste ; Kendal Nezan, physicien (Kurdistan) ; Mona Ozouf, historienne ; Didier Pasamonik, éditeur (Belgique) ; Jean-Michel Perraut, pasteur ; Alain Richemond, économiste ; Pierre Rigoulot, historien ; François Savatier, journaliste ; André Sénik, professeur de philosophie ; Georges-Henri Soutou, historien ; Pierre-André Taguieff, chercheur ; Florence Taubmann, pasteur ; Michel Taubmann, journaliste ; Françoise Thom, historienne ; Candida Ventura, politologue (Portugal) ; Yann Yakubowicz, chargé de communication ; Ilios Yannakakis, historien.

### Critique du bilan de l’administration républicaine de George Bush
En 2008, la revue revient sur cet engagement et se défend « d’avoir été un réservoir de néo-conservateurs bellicistes ».
Elle précise ainsi : « Si nous souhaitons la défaite des terroristes, si nous nous réjouissons de chaque succès de l’armée américaine et de ses alliés en Irak et du recul fragile mais substantiel des violences, nous jugeons très sévèrement aujourd’hui le bilan de l’administration républicaine. George Bush a fait reculer, peut-être pour longtemps, la belle idée de droit d’ingérence, initiée par Bernard Kouchner au Kurdistan au début des années 1990 ».
Marc Weitzmann, membre du comité éditorial : « Je ne m'y reconnais nullement, et pas plus dans la "repentance", que dans les motifs "droits-de-l'hommistes" pour lesquels la revue aurait – première nouvelle – soutenu la guerre. On pourrait parfaitement argumenter au contraire que les meilleures raisons de soutenir cette guerre étaient les plus cyniques. Ou encore que la guerre a permis de créer un champ de bataille limité à un conflit qui, jusque-là, n'avait pas de forme. En tout état de cause, ni l'évaluation de la guerre en Irak aujourd'hui, ni celle de ses raisons valables ou non, ne peuvent être faites aussi vite. »

## «Amis» et «ennemis»
Relevant la proximité de la grille d'analyse de la revue avec la division ami/ennemi du penseur controversé Carl Schmitt, pour qui elle constitue l'essence du politique, Eric Aeschimann intitule ironiquement son article « Les meilleurs amis de l'Amérique », car la question centrale du groupe d'intellectuels n'est pas d'analyser la société américaine contemporaine, ni les évolutions du monde arabo-musulman, mais de mener un combat politique contre les opposants à la politique étrangère des États-Unis, qui se recrutent pour beaucoup à gauche. « La réalité du monde musulman, note-t-il, n'est pas ce qui préoccupe le plus le club de l'Oratoire. Ni celle de l'Amérique d'ailleurs. Paradoxalement, la question centrale y est la France. ».
Pour Michel Taubmann, la grille d'analyse vue par le prisme d'"amis" et d'"ennemis" se révèle pertinente: « Les Américains ne sont pas nos ennemis. On peut les critiquer, mais on ne doit pas faire n'importe quoi avec eux. Moi, je m'inquiéterais de vivre dans un monde où l'Amérique serait affaiblie. [...] Notre point commun avec les neo-cons, c'est d'avoir le même ennemi : l'islamisme radical. »
Pour Olivier Rubinstein également la notion d'« ennemi » fait partie du projet fondateur de la revue: « Cette revue qui est un projet auquel je suis là pour le coup très attaché -je n'en suis pas que l'éditeur, j'en suis aussi le directeur de publication et l'un des animateurs avec Michel Taubmann qui est rédacteur en chef-, c'est une revue qui est née du 11 septembre 2001. Le 11 septembre 2001 pour un certain nombre de personnes [...] et pour moi a été un acte extrêmement important. Et on a été quelques-uns à être très choqués par une attitude d'une partie de l'Occident et en particulier en France qui a considéré finalement à la suite de cet attentat que les Américains ne l'avaient pas volé et que l'ennemi quelque part était plus du côté des américains que du côté des intégristes islamistes »."
Ainsi les principaux engagements du Le Meilleur des mondes sont selon la revue :
- la dénonciation de l'américanophobie,
- la dénonciation des « totalitarismes », parmi lesquels figure l'« islamisme radical », aussi appelé « islamo-fascisme », « fascisme vert » ou « totalitarisme islamique[14] »,
- la dénonciation de l'antisionisme, la revue adoptant le point de vue l'associant à l'antisémitisme[14],
- la remise en question de ce qui est décrit comme « archaïsmes » et « mythes » de la gauche traditionnelle.

### Pétition en faveur de Robert Redeker
Le 19 septembre 2006, Robert Redeker, professeur de philosophie et collaborateur des Temps modernes, publie dans Le Figaro un article intitulé « Face aux intimidations islamistes, que doit faire le monde libre ? ». Il y décrit Mahomet comme un « chef de guerre impitoyable, pillard, massacreur de juifs et polygame », et ajoute que l'islam exalte la violence, là où le christianisme et le judaïsme la conjure. La Direction de la surveillance du territoire affirme qu'à la suite de cet article Robert Redeker fait l'objet de menaces de mort sur les forums internet associés à l'islam radical. Dès le lendemain de la publication de cet article, il cesse son enseignement.

La revue Le meilleur des mondes lance la première pétition de soutien en faveur du professeur Redeker. On y lit notamment : « Une poignée de fanatiques agite en ce moment de prétendues lois religieuses pour remettre en cause, dans notre pays, nos libertés les plus fondamentales. Cette menace s'ajoute aux murmures que l'on peut entendre ici et là partout en Europe sur les "provocations" qu'il faudrait désormais éviter afin de ne pas froisser de supposées sensibilités étrangères.
« Porter des strings à Paris-Plages est déconseillé, tout comme écouter Mozart à Berlin ou le pape à Ratisbonne. Ces murmures sont dictés par la peur, et nous ne l'admettons pas. Pas plus que nous n'admettons les premières déclarations du SNES, syndicat d'enseignants qui se désolidarisait d'un professeur aujourd'hui menacé dans sa vie même. [...] Les temps en Europe redeviennent durs. L'heure n'est pas à la lâcheté. C'est pourquoi nous en appelons solennellement aux pouvoirs publics afin, non seulement, qu'ils continuent de protéger comme ils le font déjà Robert Redeker et les siens, mais aussi que, par un geste politique fort, ils s'engagent à maintenir son statut matériel tant qu'il est en danger, tout comme les autorités anglaises n'ont pas hésité à le faire durant tout le temps qu'a duré l'affaire Rushdie. »
L'appel est signé par Alexandre Adler, Laure Adler, Élisabeth Badinter, Pascal Bruckner, Michel Deguy, Raphaël Draï, Roger-Pol Droit, Elisabeth de Fontenay, Alain Finkielkraut, François George, André Glucksmann, Romain Goupil, André Grjebine, Claude Lanzmann et le comité de rédaction des Temps modernes, Corinne Lepage, Bernard-Henri Lévy, Olivier Rolin, Élisabeth Roudinesco, Guy Sorman, Pierre-André Taguieff, Michel Taubmann et la rédaction du Meilleur des mondes, Philippe Val, Marc Weitzmann.
L'appel est suivi, le 15 novembre 2006, d'un meeting public, salle Mermoz à Toulouse, organisé conjointement par l'antenne du Conseil représentatif des institutions juives de France (CRIF) et de SOS Racisme Midi-Pyrénées. Un millier de personnes assistent à cette manifestation, à laquelle participaient entre autres Mohamed Sifaoui, Claude Lanzmann, Philippe Val, Bernard-Henri Lévy, Alain Finkielkraut, Pascal Bruckner, et le président de SOS Racisme, Dominique Sopo, ainsi que ceux du CRIF et de Ni putes ni soumises.

## Critiques
La revue est critiquée pour son soutien à la politique étrangère des États-Unis pendant l'administration Bush.
Maurice Szafran qualifie le groupe d'intellectuels de « néo-conservateurs à la française » dans l'hebdomadaire Marianne :
«Ils disposent désormais d'une revue, le Meilleur des mondes. Voilà une preuve tangible qu'ils sont convaincus de la nécessité vitale d'engager le combat. Combat idéologique. Combat politique. Combat historique. Combat culturel. Malgré la tragédie irakienne, provoquée par les délires théoriques et militaires de l'administration Bush, les néoconservateurs français, plus précisément les néoconservateurs à la française, qui, dans un premier réflexe, ont applaudi, évidemment, à la guerre d'Irak ont décidé, enfin, de se démasquer, de s'assumer comme tels, de réfléchir, d'écrire, de parler, d'agir, en groupe intellectuel constitué. Il était temps, grand temps. La confrontation des idées n'en est que plus franche. [...] L'antiaméricanisme, donc, leur obsession collective, permanente. La traque aux "antiaméricains", vous et moi, millions d'Européens de tous bords, conditions, sensibilité, qui ont exprimé, sous une forme ou sous une autre, leur hostilité à la guerre d'Irak. Dans l'esprit des néoconservateurs français, et cette conviction transpire de la première à la dernière page du Meilleur des mondes, ce sont en réalité des "collabos" ».

## Principaux contributeurs de la revue
- Olivier Rubinstein (directeur de la publication et anciennement -il a démissionné en 2011- des éditions Denoël),
- Michel Taubmann (rédacteur en chef de la revue, journaliste à Arte),
- Mohammed Abdi (ancien secrétaire général de l'association Ni putes ni soumises),
- Corinne Lepage,
- Galia Ackerman,
- Antoine Basbous (spécialiste du Moyen-Orient et directeur de l'observatoire des pays arabes),
- Claire Brière-Blanchet,
- Pascal Bruckner (philosophe et essayiste),
- Stéphane Courtois (directeur de recherche au CNRS, historien du communisme),
- Brice Couturier,
- Thérèse Delpech (Directrice des affaires stratégiques au Commissariat à l'Energie Atomique),
- Susanna Dörhage (journaliste à Arte),
- Antonio Elorza (universitaire espagnol),
- Myriam Encaoua (journaliste),
- Frédéric Encel (professeur de relations internationales l'Institut d'Études Politiques, intervenant à l'Institut des hautes études de défense nationale),
- Cécilia Gabizon (journaliste au Figaro),
- André Glucksmann (philosophe),
- Raphaël Glucksmann (réalisateur),
- Romain Goupil (cinéaste),
- Gérard Grunberg (universitaire, Directeur de recherche au CNRS / Sciences Po),
- Philippe Gumplowicz,
- Olivier Languepin, (journaliste)
- Max Lagarrigue (historien, journaliste, professeur à l'Institut d'Études Politiques),
- Michel Laval (avocat au barreau de Paris),
- Barbara Lefebvre (enseignante),
- Jacky Mamou (ancien président de médecins du monde),
- Jean-Luc Mouton (directeur de la rédaction de l'hebdomadaire Réforme),
- Kendal Nezan,
- Michaël Prazan, réalisateur français, il a notamment travaillé pour Arte
- Nata Rampazzo,
- Pierre Rigoulot (philosophe et directeur de l'Institut d'histoire sociale),
- Olivier Rolin (écrivain),
- Élisabeth Schemla (journaliste),
- André Sénik,
- Pierre-André Taguieff (chercheur, CNRS),
- Jacques Tarnero,
- Florence Taubmann (théologienne, pasteur du Temple de l'Oratoire, Paris),
- Bruno Tertrais, (maître de recherche à la Fondation pour la recherche stratégique, membre de l'International Institute for Strategic Studies)
- Antoine Vitkine (écrivain et réalisateur, Arte),
- Marc Weitzmann (écrivain, journaliste aux Inrockuptibles),
- Ilios Yannakakis (universitaire, membre du Cercle néoconservateur Atlantis Institute).

Nombreux sont ceux qui ont milité dans leur jeunesse dans des organisations communistes, notamment maoïstes, à l'instar d'Olivier Rolin ou d"André Glucksmann.